# SAMIL 50
SAMIL 50 — південноафриканський армійський вантажний автомобіль з колісною формулою 4×4.

## Історія
У Південно-Африканській Республіці у 1960-1970-ті роки для наповнення армійських підрозділів вантажівками було прийнято рішення про переобладнання цивільних вантажівок, які виготовлялись у країні за ліцензією. Так з'явилась ціла серія автівок під назвою SAMIL (South African MILitary — Південноафриканські мілітарні). Переобладнання йшло як на заводах з виготовлення, так і на інших підприємствах: в Россліні, Преторії, Валлманншталі, Буксбурзі.
SAMIL 50 був переобладнаний з п'ятитонної вантажівки Magirus Deutz 192D12AL. Автівка транспортувала 6060 кг вантажу по дорозі, та 5000 кг — по бездоріжжю або 40 солдатів. Колишні армійські зразки продавались також на цивільному ринку.

## Модифікації
- SAMIL 50 Mk.1
- SAMIL 50 Mk.2. У зв'язку з санкціями проти країни поставки німецьких двигунів були заблоковані. Тоді з'явилась модифікація з місцевим двигуном ADE 409N[1].